# Skępe
Skępe este un oraș în Polonia. În 2012 avea 7790 de locuitori.